# Mecanismo de acoplamiento Gemini

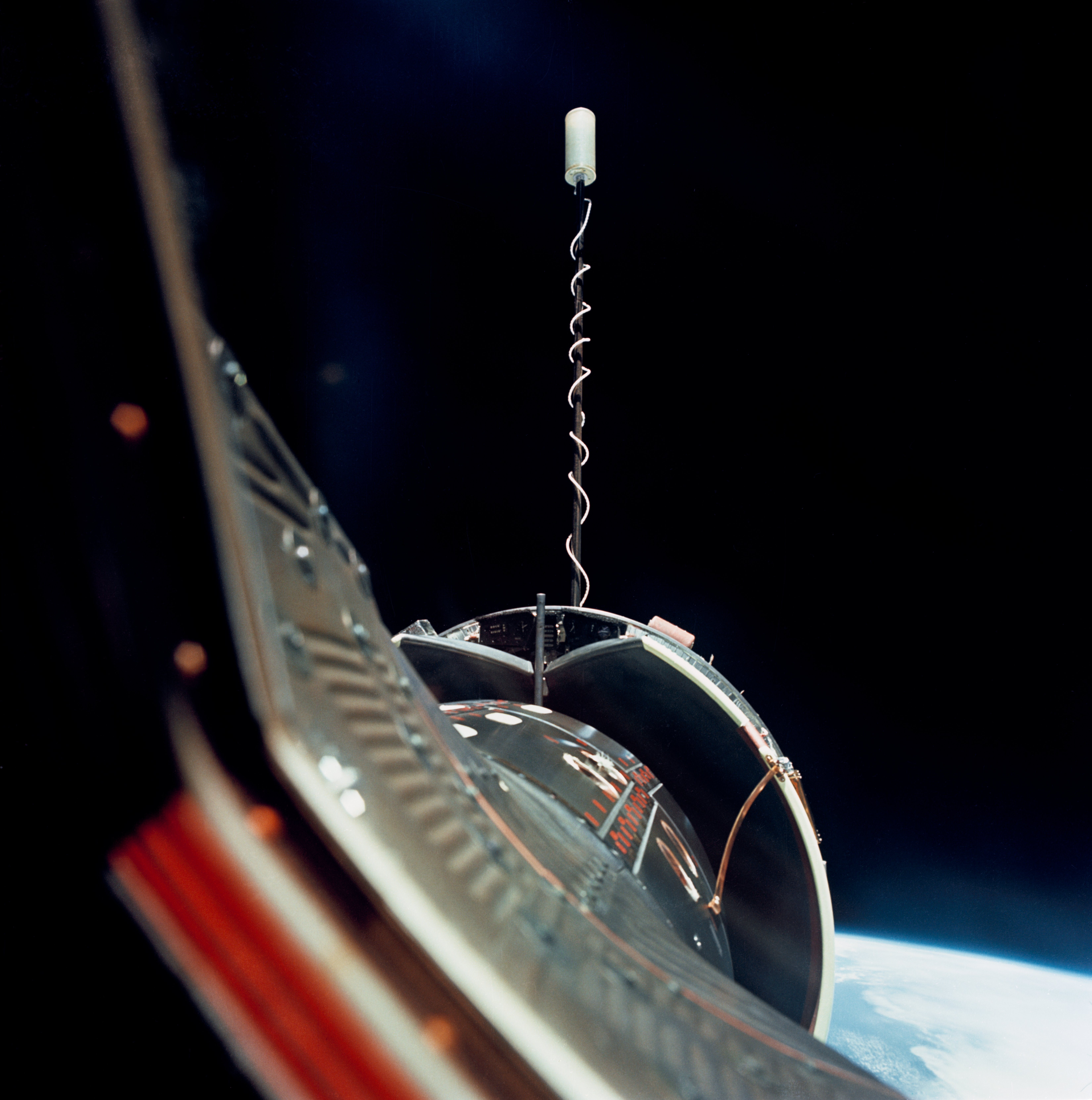
La nave Gemini 10 acoplada a un Módulo Agena, mostrando la alineación de la barra de indexación

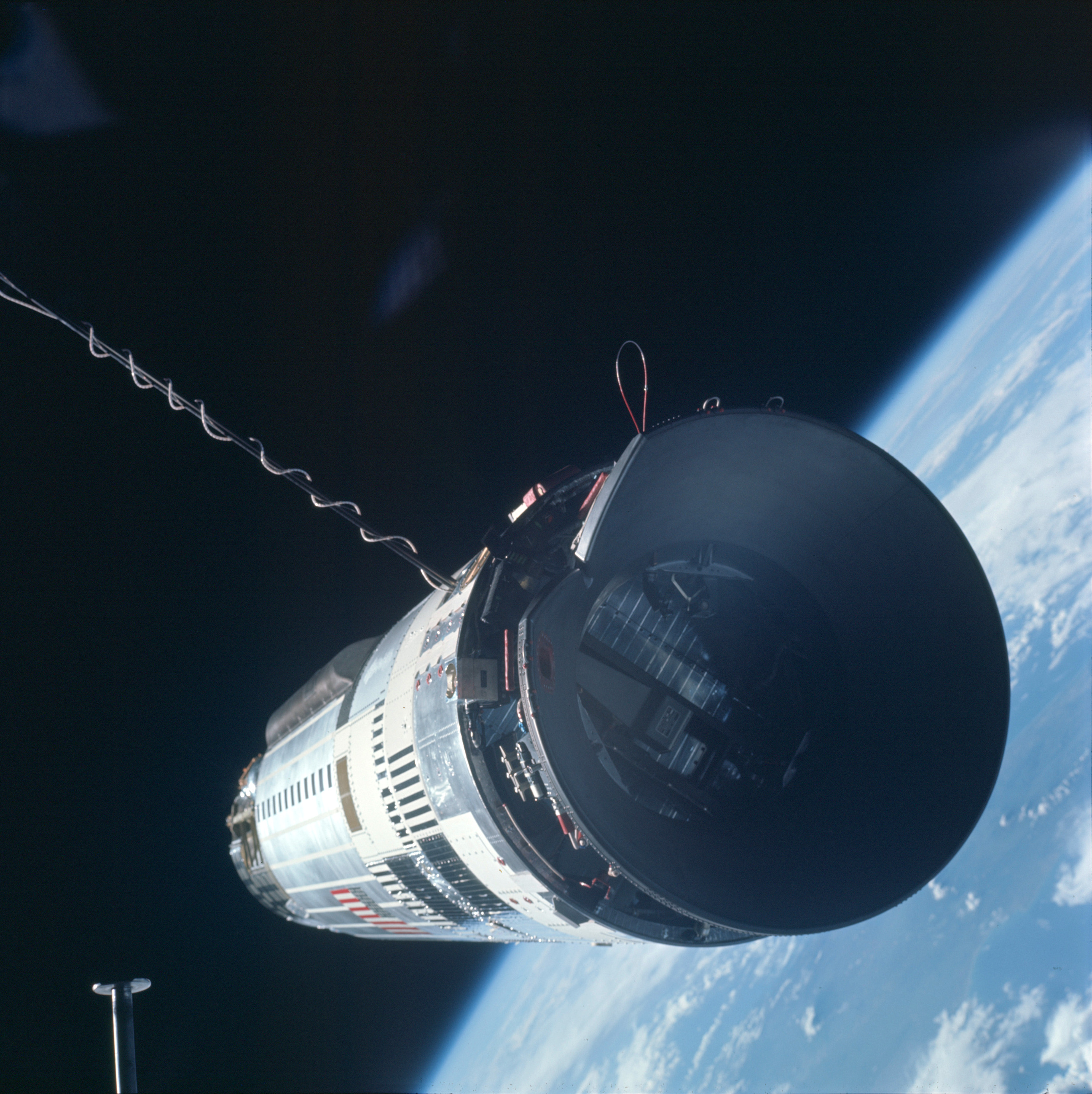
El adaptador del objetivo de acoplamiento del Módulo Agena para la misión Gemini 12, donde se observa el mecanismo de acoplamiento.

La nave espacial Gemini estaba equipada con un mecanismo no andrógino para acoplarse al módulo objetivo Agena. Fue un mecanismo de unión utilizado en la primera nave estadounidense que pudo acoplarse a otra en el espacio.
El mecanismo situado en la cápsula Gemini constaba de tres receptáculos de pestillo alrededor del extremo delantero (la sección de encuentro y recuperación) de la nave espacial.  Por el lado del módulo Agena, el mecanismo en este consistía en un cono truncado para guiar la nariz de la nave espacial Gemini hacia tres pestillos correspondientes. Una "muesca" en el cono alineada con la "barra de indexación" de la nave espacial Gemini orientaba a las dos naves espaciales en el giro. 
A diferencia del posterior mecanismo de acoplamiento Apollo, el mecanismo de acoplamiento Gemini no proporcionaba acceso interno entre las naves espaciales acopladas; solo las bloqueaba juntas y proporcionaba un "cordón umbilical" electrónico para controlar el Agena desde la cápsula Gemini.